# Steinkisten von Hanebjerg
Die Steinkisten von Hanebjerg (auch Steinkisten von Vejby genannt) liegen bei Hillerød, nahe dem Vejby Strand, wo der Vejby-Schatz gefunden wurde, auf der dänischen Insel Seeland.
Die beiden Steinkisten (dänisch Hellekistan) sind jeweils von einem ovalen Steinkreis umgeben. Die nördliche Steinkiste ist Mittelpunkt eines weiteren Steinkreises, der im Süden, wo die südliche Kiste im ausgegrabenen Hügel liegt, unterbrochen wird. Der Durchmesser des Kreises beträgt etwa 12,5 m.
- Die nördliche Kiste misst etwa 4,0 × 1,0 m und besteht im Süden aus sieben, im Norden aus acht Seitensteinen und einem Stein an jedem Ende. Zwei Decksteine sind vorhanden.
- Die südliche Kiste ist trapezoid und misst 3,4 × 1,2 – 0,7 m. Sie besteht auf jeder Seite aus acht Steinen und einem für jedes Ende. Die Kiste war mit sieben Decksteinen verschlossen.

Außerhalb beider Kisten liegen einige große Steine. In der Nähe liegt die Grabkiste im Gadehøj.